# Первый фильм о Палестине
Первый фильм о Палестине — документальный фильм 1911 года, снятый в Османской Палестине. Документальный фильм представляет собой короткий рассказ о путешествиях, созданный Мюрреем Розенбергом, который занимал пост почётного секретаря Английской сионистской федерации. Это самый ранний полнометражный фильм, созданный в Палестине, и самый ранний сионистский фильм.

## Обзор
Этот фильм является самым ранним, полностью снятым в Палестине, однако французский режиссёр Александр Промио, сотрудник Огюста и Луи Люмьера, ранее снял несколько коротких сцен в Иерусалиме и Яффе в апреле 1897 года. Братья Люмьер продолжали отправлять сотрудников на съёмки в 1890-х и 1900-х годах. Как и в других арабских странах, начальное развитие кино в Подмандатной Палестине было инициировано иностранными гостями.
Документальный фильм состоит из коротких сцен, снятых в Палестине. Розенберг посвятил фильм Теодору Герцлю. Фильм хранится в Еврейском университете в Иерусалиме и Еврейском киноархиве Спилберга. Коллекция фильмов Мюррея Розенберга была подарена Еврейскому киноархиву Спилберга в апреле 2005 года его племянником Сирилом Левеном и его женой Сьюзи Левен из Иерусалима.